# InAPPropriate Comedy
InAPPropriate Comedy is een Amerikaanse komische film uit 2013 geregisseerd door Vince Offer. De film was oorspronkelijk bedoeld als een vervolg op Offer's The Underground Comedy Movie uit 1999 maar eindigde uiteindelijk als een remake van deze film. De film heeft een zeldzame 0%-score op Rotten Tomatoes wat betekent dat geen enkele recensie op die website positief over de film is.

## Rolverdeling
- Rob Schneider - Psycholoog/J.D.
- Adrien Brody - Flirty Harry
- Michelle Rodriguez - Harriet
- Lindsay Lohan - Haarzelf
- Vince Offer - Peeping Tom